# Geranium shikokianum
Geranium shikokianum là một loài thực vật có hoa trong họ Mỏ hạc. Loài này được Matsum. mô tả khoa học đầu tiên năm 1901.